# Хојхелхајм бај Франкентал
Хојхелхајм бај Франкентал (њем. Heuchelheim bei Frankenthal) општина је у њемачкој савезној држави Рајна-Палатинат. Једно је од 25 општинских средишта округа Рајна-Палатинат. Према процјени из 2010. у општини је живјело 1.272 становника. Посједује регионалну шифру (AGS) 7338013.

## Географски и демографски подаци
Хојхелхајм бај Франкентал се налази у савезној држави Рајна-Палатинат у округу Рајна-Палатинат. Општина се налази на надморској висини од 95–105 метара. Површина општине износи 5,8 km². У самом мјесту је, према процјени из 2010. године, живјело 1.272 становника. Просјечна густина становништва износи 221 становника/km².